# Zakazana miłość (serial telewizyjny)
Zakazana miłość (niem. Verbotene Liebe) – niemiecki serial telewizyjny, emitowany od 2 stycznia 1995 do 26 czerwca 2015 na kanale ARD. 
Opowiada o życiu i miłości zarówno młodych jak i starszych bohaterów, skupiony jest na dwóch dużych niemieckich miastach – Kolonii i Düsseldorfie. Zakazana miłość to remake australijskiej opery mydlanej. Początkowo oparty na tej samej historii, jednak z kolejnymi odcinkami nakreślono nowe rozbieżne przygody z życia bohaterów. W 2008 roku międzynarodową uwagę zwrócił historią miłości homoseksualnej pary (Christian Mann i Oliver Sabel) oraz ich problemów. 
Przez ponad 20 lat do stycznia 2015 był serialem codziennym, emitowanym od poniedziałku do piątku. Od lutego do czerwca 2015 emitowany był wyłącznie w piątki. Serial emitowany był przez 20 lat i 6 miesięcy.

## Obsada

### Aktualni aktorzy
| Aktor               | Rola                         | Lata                       |
| ------------------- | ---------------------------- | -------------------------- |
| Kristina Dörfer     | Olivia Schneider             | 2006–2009                  |
| Wolfram Grandezka   | Ansgar von Lahnstein         | 2004–2015                  |
| Katrin Heß          | Judith Hagendorf             | 2008–2009                  |
| Claudia Hiersche    | Carla von Lahnstein          | 2003–2010                  |
| Andreas Jancke      | Gregor Mann                  | 2005–2010                  |
| Joscha Kiefer       | Sebastian von Lahnstein (#1) | 2007–2009                  |
| Sebastian Schlemmer | Sebastian von Lahnstein (#2) | 2009–2015                  |
| Sven Koller         | David Brandner               | 2008–2010                  |
| Konrad Krauss       | Arno Brandner                | 1995–2012                  |
| Miriam Lahnstein    | Tanja von Lahnstein          | 1995–1998, 2001, 2004–2015 |
| Jasmin Lord         | Rebecca von Lahnstein (#1)   | 2008–2011                  |
| Tatjana Kästel      | Rebecca von Lahstein (#2)    | 2012–2015                  |
| Milan Marcus        | Constantin von Lahnstein     | 2004–2011                  |
| Gabriele Metzger    | Charlie Schneider            | 1995–2015                  |
| Mascha Müller       | Luise von Waldensteyck       | 2009–2010                  |
| Thomas Ohrner       | Matthias Brandner            | 2008–2010                  |
| Simone Ritscher     | Maria di Balbi               | 2009–2011                  |
| Martina Servatius   | Elisabeth von Lahnstein      | 1999–2015                  |
| Thore Schölermann   | Christian Mann               | 2006–2012, 2013            |
| Theresa Underberg   | Lydia von Lahnstein          | 2008–2011                  |
| Jo Weil             | Oliver Sabel                 | 1999–2002, 2007–2015       |
| Jenny Winkler       | Nathalie Käppler             | 2004–2010                  |
| Anne Wis            | Stella Mann                  | 2008–2010                  |
| Sascha Pederiva     | Sascha Vukovic               | 2013–2015                  |
| Marc Barthel        | Tim Helmke                   | 2014–2015                  |

### Gościnnie występują
| Aktor             | Rola                 |
| ----------------- | -------------------- |
| Romina Becks      | Miriam Pesch         |
| Jonas Enderer     | Hannes von Lahnstein |
| Monica Ivancan    | Kitty Kübler         |
| Claus Thull-Emden | Butler Justus Stiehl |
| Hubertus Regout   | Eduard von Tepp      |

## Charakterystyka postaci
- Oliver Sabel, pseud. Olli – postać grana przez Jo Weila od 31 grudnia 1999[1]. Siostrzeniec Charlie Schneider. Charlie jest zadowolona, gdy ten przybywa do Düsseldorfu (gdzie następnie zamieszkuje na stałe), ponieważ jej kontakty z matką Olivera, Henriette, dalece odbiegały od idealnych siostrzanych relacji. Henriette nie dopuszczała także Charlie do Olivera w jego latach młodzieńczych. Pierwszy związek Olivera z mężczyzną, doktorem Tomem Seifertem, był wyjątkowo ciężki, gdyż był utrzymywany w tajemnicy przed matką. Gdy Henriette dowiedziała się, że jej syn jest związany z innym mężczyzną, ten zmuszony został do wyprowadzki z domu. Gdy związek Sabela i Seiferta się kończy, bohater opuszcza Düsseldorf i rozpoczyna pracę jako steward. Powraca pięć lat później w listopadzie 2007. Wkrótce potem wiąże się z bokserem Christianem Mannem, który dzięki Oliverowi zaczyna akceptować swoją homoseksualną orientację.